# 1935 en ingénierie
Cet article présente les faits marquants de l'année 1935 en ingénierie.

## Évènements

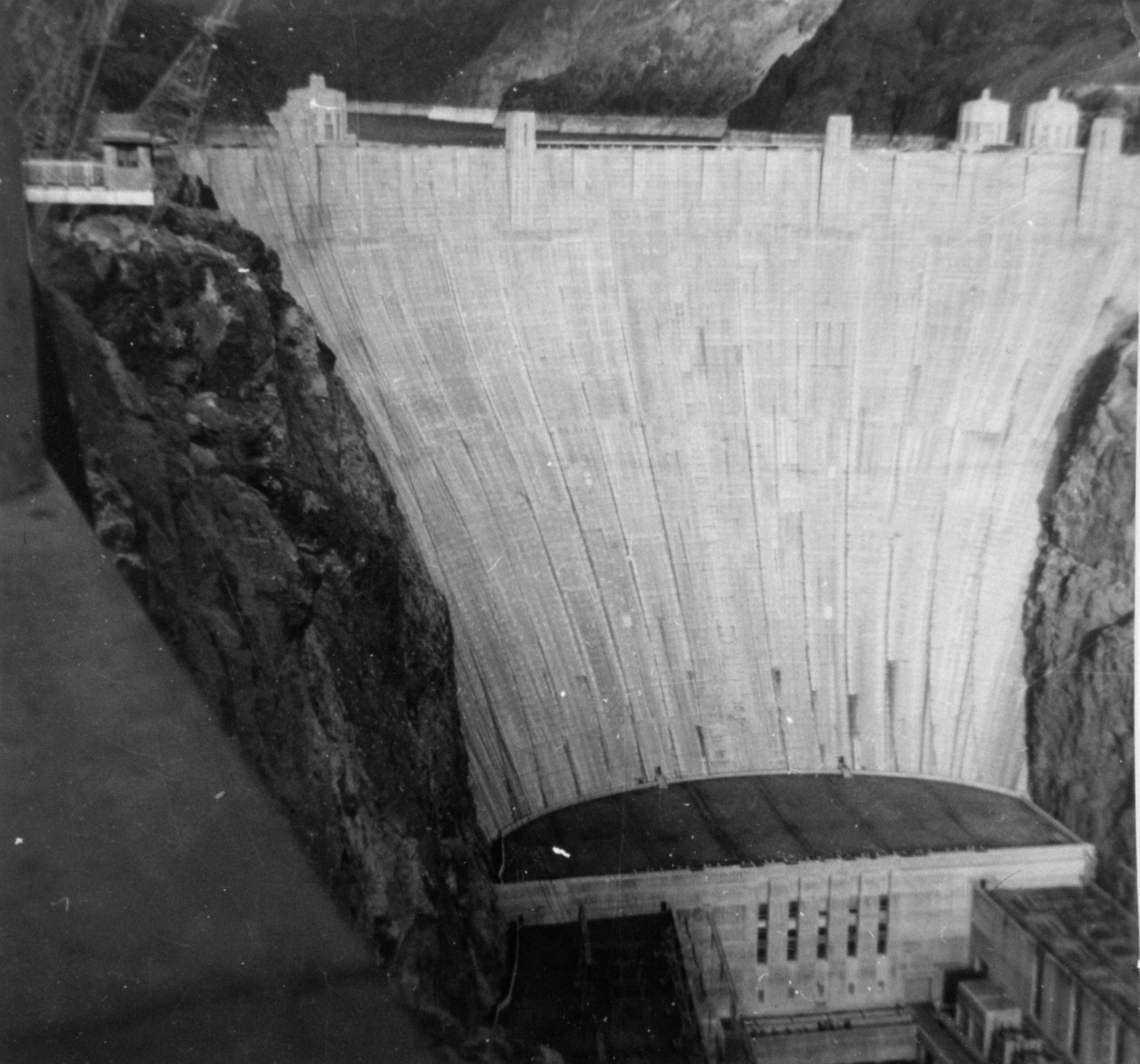
Hoover Dam.

- 26 février : le physicien britannique Robert Watson-Watt et son assistant Arnold Wilkins font la démonstration à un membre du comité du ministère de l'air britannique de la détection par onde radio d'un avion[1].
- 28 février : le chimiste américain de la compagnie Du Pont de Nemours Wallace Carothers synthétise pour la première fois du nylon, une matière plastique de type polyamide, souvent utilisée comme fibre textile[2].

- 2 avril : le physicien britannique Robert Alexander Watson-Watt obtient un brevet sur le radar qui mène au premier réseau opérationnel : le Chain Home[3]. On lui confère souvent le titre de « père du radar » mais cet appareil est issu du travail de plusieurs chercheurs dans de nombreux pays (voir Histoire du radar).
- 15 avril : début de la commercialisation du film couleur Kodachrome format 16 mm, suivi en peu de temps par la pellicule photographique Kodachrome pour les diapositives en couleur, mis au point par les inventeurs amateurs Leopold Mannes et Leopold Godowsky[4],[5].

- 18 avril : l'ingénieur français Eugène Houdry dépose un brevet[6] aux États-Unis pour une méthode de craquage catalyique du pétrole, ce qui aboutit au développement de la première raffinerie de pétrole.

- 17 juin : première détection d’un avion par radar, à 27 km par le britannique Bowen[7].
- 16 août : invention du magnétophone et de la bande magnétique. Les firmes AEG et BASF présentent au Salon de la radio à Berlin les premiers magnétophones[8].

- 30 septembre : inauguration du barrage Hoover par Franklin D. Roosevelt[9].

## Naissances
- 26 janvier : André Goffeau, ingénieur agronome belge.
- 22 octobre : François de Ravignan, ingénieur agronome français.
- 9 novembre : Georges-Yves Kervern (mort en 2008), ingénieur, industriel et chercheur français.

## Décès
- 22 mars : Arthur Constantin Krebs (né en 1850), militaire et ingénieur français.